# Arquidiocese de Semarang
A Arquidiocese de Semarang (Archidiœcesis Semarangensis) é uma circunscrição eclesiástica da Igreja Católica situada em Semarang, Indonésia. Seu atual arcebispo é Robertus Rubiyatmoko. Sua Sé é a Catedral do Santo Rosário de Semarang.
Possui 100 paróquias servidas por 278 padres, abrangendo uma população de 22 313 630 habitantes, com 1,8% da dessa população jurisdicionada batizada (396 430 católicos).

## História
O vicariato apostólico de Semarang foi erigido em 25 de junho de 1940 com a bula Vetus de Batavia do Papa Pio XII, recebendo o território do vicariato apostólico da Batávia (atual Arquidiocese de Jacarta).
Em 3 de janeiro de 1961 o vicariato apostólico foi elevado à dignidade de arquidiocese metropolitana com a bula Quod Christus do Papa João XXIII.
Entre 10 de outubro de 1989 recebeu a visita apostólica do Papa João Paulo II.

## Prelados
| #          | Nome                                      | Período    | Notas                                  |
| Arcebispos | Arcebispos                                | Arcebispos | Arcebispos                             |
| ---------- | ----------------------------------------- | ---------- | -------------------------------------- |
| 6º         | Robertus Rubiyatmoko                      | 2017-      | Atual                                  |
| 5º         | Johannes Maria Trilaksyanta Pujasumarta † | 2010-2015  |                                        |
| 4º         | Ignatius Suharyo Hardjoatmodjo            | 1997-2009  | Nomeado Arcebispo-coadjutor de Jacarta |
| 3º         | Julius Riyadi Cardeal Darmaatmdja, S.J.   | 1983-1996  | Nomeado Arcebispo de Jacarta           |
| 2º         | Justinus Cardeal Darmojuwono †            | 1963-1981  |                                        |
| 1º         | Albert Soegijapranata, S.J. †             | 1961-1963  |                                        |
| Bispos     |                                           |            |                                        |
| 1º         | Albert Soegijapranata, S.J. †             | 1940-1961  |                                        |